# Darren Turner
Darren Turner (13 de abril de 1974, Camberley, Inglaterra, Reino Unido) es un piloto de automovilismo de velocidad británico que se ha destacado en gran turismos y turismos. Ha obtenido victorias de clase en las 24 Horas de Le Mans 2007 y 2008, las 12 Horas de Sebring 2005 y Petit Le Mans 2006, y fue subcampeón del Campeonato Mundial de GT1 2011.

## Carrera deportiva
Turner compitió en la Fórmula Vauxhall Lotus Británica 1994, donde resultó décimo. En 1995 ascendió a la Fórmula Renault Británica, quedando cuarto ese año y segundo en 1996. El piloto disputó la Fórmula 3 Británica 1997, donde finalizó 22º sin podios. En 1998 ingresó a la recién creada Fórmula Palmer Audi, donde acumuló tres victorias y siete podios en 16 carreras para resultar subcampeón por detrás de Justin Wilson.
La escudería McLaren de Fórmula 1 fichó a Turner como piloto de pruebas para la temporada 1999. Ese año sólo disputó una fecha de la Fórmula 3000 Italiana. En paralelo a su actividad en McLaren, el piloto disputó el Deutsche Tourenwagen Masters en 2000 y 2001 con un Mercedes-Benz Clase CLK del equipo Rosberg. En 2000 puntuó en seis de 14 carreras disputadas, por lo que finalizó 14.º en la tabla general. En 2001 puntuó en seis de diez carreras, de modo que terminó el año en la 15.ª posición de campeonato.
Turner dio un salto lateral en 2002 al disputar la ASCAR, el campeonato británico de stock cars.
En 2003, reorientó su carrera hacia los gran turismos. Ese año, disputó el Campeonato FIA GT con una Ferrari 360 Modena de la clase N-GT para el equipo Maranello, donde consiguió cuatro podios para finalizar octavo en el campeonato de pilotos. Además, disputó tres carreras para Prodrive con una Ferrari 550 de la clase GTS: abandonó en su debut en las 24 Horas de Le Mans, llegó segundo en GTS y 13.º absoluto en las 12 Horas de Sebring, y llegó primero en GTS y cuarto absoluto en el Gran Premio de Miami de la American Le Mans Series. Además, corrió con una Ferrari 550 en los 1000 km de Le Mans para el equipo Care, obteniendo la victoria en la clase GTS.
Turner corrió solamente una carrera en 2004, las 24 Horas de Le Mans al volante de una Ferrari 550 de Prodrive junto a Rickard Rydell y Colin McRae, finalizando tercero en GTS. En 2005, volvió a disputar una temporada completa pero repartida en distintos campeonatos. En la ALMS, venció en la clase GT1 de las 12 Horas de Sebring, llegó segundo en Petit Le Mans y cuarto en Laguna Seca, siempre con un Aston Martin DB9 oficial del equipo Prodrive junto a David Brabham entre otros pilotos. También disputó las 24 Horas de Le Mans, contando con Stéphane Sarrazin como tercer piloto, donde resultó tercero en GT1. También resultó segundo en la fecha de Silverstone del Campeonato FIA GT y sexto en las 24 Horas de Spa, en ambos casos con un Aston Martin DB9 oficial de Prodrive y siempre acompañado de Brabham. Por otra parte, disputó tres fechas de la Le Mans Series para el equipo Cirtek, triunfando en los 1000 km de Nurburgring con un Aston Martin DB9 GT1.
El británico continuó como piloto oficial de Aston Martin en 2006, ahora disputando la American Le Mans Series como titular. Consiguió dos victorias junto a Tomáš Enge, por lo que resultó octavo en GT1 y último entre los pilotos regulares por detrás de Enge, sus compañeros de equipo Sarrazin y Pedro Lamy, y las dos duplas de Corvette. También llegó segundo en GT1 y sexto absoluto en las 24 Horas de Le Mans, teniendo como tercer piloto a Andrea Piccini. En paralelo, corrió cinco fechas del Campeonato Británico de Turismos con un Seat León oficial. Allí obtuvo un podio y cuatro top 5 en 14 carreras disputadas, para quedar 14.º en el clasificador final.
Turner disputó las diez fechas del Campeonato Británico de Turismos 2007, nuevamente como piloto oficial de Seat. Cosechó tres victorias y siete podios en 30 carreras, de modo que alcanzó la sexta colocación final. El piloto también participó en distintas carreras de resistencia. En las 24 Horas de Le Mans, consiguió la victoria en la clase GT1 con un Aston Martin DB9 oficial, acompañando a Brabham y Rydell. Como piloto de Modena, finalizó tercero en las 12 Horas de Sebring de la ALMS y segundo en los 1000 km de Silverstone de la LMS, en ambos casos junto a Antonio García y en la carrera floridana junto a Liz Halliday. También disputó cuatro fechas del Campeonato FIA GT para Ecosse, tres de la ALMS para Petersen / White Lighning y una para Krohn, pero con una Ferrari F430 de la clase GT2. En la FIA GT obtuvo un tercer puesto y un cuarto junto a Tim Mullen. En la ALMS, obtuvo una victoria en Miller junto a Enge.
En 2008, Turner mantuvo un programa similar al año anterior. Estrenando el Seat León TDI en el Campeonato Británico de Turismos, obtuvo dos victorias y cinco podios en las 30 carreras, quedando octavo en la tabla general. También corrió nuevamente como piloto oficial de Aston Martin en las 24 Horas de Le Mans, repitiendo triunfó en la clase GT1 junto a Brabham y García. En las 24 Horas de Spa del Campeonato FIA GT, alcanzó la tercera posición absoluta con un Aston Martin DB9 de Gigawave, aunque varias vueltas por detrás de las dos Maserati MC12 GT1 de Vitaphone. Con el mismo automóvil, llegó cuarto en los 1000 km de Silverstone de la American Le Mans Series. No corrió las 12 Horas de Sebring, pero sí las otras dos carreras de resistencia estadounidenses clásicas: llegó cuarto absoluto en las 24 Horas de Daytona con un sport prototipo Lola-Pontiac de Krohn, acompañado de Ricardo Zonta y Niclas Jönsson; y abandonó en Petit Le Mans con un Aston Martin Vantage de la clase GT2 para Drayson.
El piloto dejó de disputar el Campeonato Británico de Turismos para la temporada 2009, ya que se dedicó a competir con el nuevo Lola-Aston Martin B09/60 oficial de la clase LMP1 para Prodrive. Debió abandonar en las 24 Horas de Le Mans, donde corrió junto a Anthony Davidson y Jos Verstappen. También disputó las cinco fechas de la Le Mans Series con dicho sport prototipo junto a Harold Primat y en ocasiones Miguel Ramos. Allí consiguió un segundo puesto, un cuarto y dos quintos, que lo colocaron octavo en el campeonato de pilotos y cuarto en el de equipos. Nuevamente corrió para Krohn junto a Zonta y Jönson en la Grand-Am Rolex Sports Car Series, donde abandonó en las 24 Horas de Daytona y nuevamente en las 250 Millas Paul Revere de Daytona. Además, corrió cuatro fechas del Campeonato FIA GT con un Nissan GT-R GT1 de Gigawave, obteniendo como mejor resultado un décimo absoluto en las 24 Horas de Spa.
Turner continuó pilotando para Aston Martin en 2010. Disputó las cinco fechas de la Le Mans Series para el equipo JMW con un Aston Martin Vantage de la clase GT2, acompañado de Rob Bell. Acumuló un tercer puesto en los 1000 km de Silverstone, un cuarto un sexto y dos abandonos, por lo cual quedó relegado a la 22ª posición en el campeonato de pilotos y décimo en el de equipos. Nuevamente corrió con un Lola-Aston Martin B09/60 oficial en las 24 Horas de Le Mans, abandonando cerca del final cuando peleaba por la cuarta posición absoluta. En paralelo, disputó el renombrado Campeonato Mundial de GT1 con un Aston Martin DB9 semioficial de Fischer junto a Enge. Obtuvo tres victorias y tres segundos puestos en 20 carreras, por lo que quedó quinto en el campeonato de pilotos y cuarto en el de equipos.
En 2011, Turner retornó a Prodrive para pilotar el nuevo Aston Martin AMR-One de la clase LMP1. El modelo demostró escasa competitividad y fiabilidad. Turner abandonó en la fecha de Paul Ricard de la Le Mans Series luego de que su compañero de butaca Stefan Mücke clasificara cinco segundos más lento que el poleman; el equipo no disputó los 1000 km de Spa-Francorchamps; y en las 24 Horas de Le Mans su automóvil clasificó a 20 segundos de los Audi R18 TDI para abandonar en carrera luego de apenas cuatro vueltas. El británico disputó nuevamente el Campeonato Mundial de GT1 para Fischer, ahora acompañado de Mücke; cosechó una victoria y siete podios para obtener el subcampeonato de pilotos. Por otra parte, fue invitado a dos carreras clásicas: llegó quinto en la clase GT4 de las 24 Horas de Nürburgring con un Aston Martin Vantage, y terminó 14.ª y sexto en las dos mangas del Gran Premio de Surfers Paradise del V8 Supercars con un Holden Commodore oficial junto a James Courtney.
Aston Martin y Prodrive decidieron correr nuevamente con gran turismos en 2012, ahora en el Campeonato Mundial de Turismos. Contando con Mücke y Adrián Fernández como compañeros de butaca en el Aston Martin Vantage GT2, obtuvo una victoria y siete podios en ocho carreras, resultando subcampeón de equipos. Asimismo, como preparación para las 24 Horas de Le Mans, disputó dos fechas de la ALMS; llegó quinto en Long Beach y octavo en Laguna Seca. Por otra parte, llegó séptimo y 17.º en Surfers Paradise de nuevo junto a Courtney, y disputó las 24 Horas de Nürburgring para Fischer con un Aston Martin Vantage de la clase GT3.
El británico acumuló junto a Mücke tres victorias, un segundo lugar y un tercero en las 24 Horas de Le Mans. Sumado a dos abandonos, terminó tercero en la tabla de posiciones de pilotos de GTE en el Campeonato Mundial de Resistencia, y fue subcampeón de equipos y marcas. También venció en la fecha de Silverstone de la Blancpain Endurance Series, llegó décimo en las 24 Horas de Nürburgring, arribó retrasado en las 12 Horas de Sebring, y abandonóo en las 24 Horas de Spa, en los cuatro casos con un Aston Martin Vantage oficial.
En 2014, la dupla Turner / Mucke ganó en Interlagos y en Austin, y obtuvo dos podios adicionales, finalizando sextos en la tabla de pilotos de la clase GT del Campeonato Mundial de Resistencia. Además, compitió en las 24 Horas de Daytona con, Mucke, Richie Stanaway, Pedro Lamy, Paul Dalla Lana como compañero de butaca, sin embargo llegaron retrasados en el evento, y en las 24 Horas de Nürburgring con Mucke y Lamy, resultando quinto en la carrera. Por otra parte, Turner junto con Jody Fannin logró una victoria y un segundo lugar en la fecha doble de Silverstone del International GT Open.

## Resultados

### Campeonato Mundial de Resistencia de la FIA
(Clave) (negrita indica pole position) (cursiva indica vuelta rápida)

| Año     | Escudería           | Clase     | Automóvil                | 1   | 2   | 3   | 4   | 5   | 6   | 7   | 8   | 9   | Pos. | Puntos | Ref.  |
| ------- | ------------------- | --------- | ------------------------ | --- | --- | --- | --- | --- | --- | --- | --- | --- | ---- | ------ | ----- |
| 2012    | Aston Martin Racing | LMGTE Pro | Aston Martin Vantage GTE | SEB | SPA | LMS | SIL | SÃO | BHR | FUJ | SHA |     | 35.º | 7      | [ 1 ] |
| 2012    | Aston Martin Racing | LMGTE Pro | Aston Martin Vantage GTE | 18  | Ret | 17  | 19  | 17  | 14  | 19  | 16  |     | 35.º | 7      | [ 1 ] |
| 2013    | Aston Martin Racing | LMGTE Pro | Aston Martin Vantage GTE | SIL | SPA | LMS | SÃO | COA | FUJ | SHA | BHR |     | 3.º  | 125.5  | [ 2 ] |
| 2013    | Aston Martin Racing | LMGTE Pro | Aston Martin Vantage GTE | 1   | 4   | 3   | 2   | Ret | 1   | 1   | Ret |     | 3.º  | 125.5  | [ 2 ] |
| 2014    | Aston Martin Racing | LMGTE Pro | Aston Martin Vantage GTE | SIL | SPA | LMS | COA | FUJ | SHA | BHR | SÃO |     | 5.º  | 102    | [ 3 ] |
| 2014    | Aston Martin Racing | LMGTE Pro | Aston Martin Vantage GTE | 3   | 4   | 10  | 1   | 9   | Ret | 2   | 1   |     | 5.º  | 102    | [ 3 ] |
| 2015    | Aston Martin Racing | LMGTE Pro | Aston Martin Vantage GTE | SIL | SPA | LMS | NÜR | COA | FUJ | SHA | BHR |     | 10.º | 67     | [ 4 ] |
| 2015    | Aston Martin Racing | LMGTE Pro | Aston Martin Vantage GTE | 5   | 5   | Ret | 6   | 6   | 6   | 6   | 3   |     | 10.º | 67     | [ 4 ] |
| 2016    | Aston Martin Racing | LMGTE Pro | Aston Martin Vantage GTE | SIL | SPA | LMS | NÜR | MEX | COA | FUJ | SHA | BHR | 6.º  | 115    | [ 5 ] |
| 2016    | Aston Martin Racing | LMGTE Pro | Aston Martin Vantage GTE | 3   | Ret | 2   | 5   | 1   | 5   | 6   | Ret | 5   | 6.º  | 115    | [ 5 ] |
| 2017    | Aston Martin Racing | LMGTE Pro | Aston Martin Vantage GTE | SIL | SPA | LMS | NÜR | MEX | COA | FUJ | SHA | BHR | 7.º  | 101    | [ 6 ] |
| 2017    | Aston Martin Racing | LMGTE Pro | Aston Martin Vantage GTE | 7   | 7   | 1   | 7   | Ret | 5   | 6   | 8   | 6   | 7.º  | 101    | [ 6 ] |
| 2018-19 | Aston Martin Racing | LMGTE Pro | Aston Martin Vantage AMR | SPA | LMS | SIL | FUJ | SHA | SEB | SPA | LMS |     | 18.º | 25     | [ 7 ] |
| 2018-19 | Aston Martin Racing | LMGTE Pro | Aston Martin Vantage AMR | 7   | 5   |     |     |     | 9   |     | Ret |     | 18.º | 25     | [ 7 ] |
| 2019-20 | Aston Martin Racing | LMGTE Am  | Aston Martin Vantage AMR | SIL | FUJ | SHA | BHR | COA | SPA | LMS | BHR |     | 11.º | 78.5   | [ 8 ] |
| 2019-20 | Aston Martin Racing | LMGTE Am  | Aston Martin Vantage AMR | 2   | 11  | 3   | 2   | 2   |     |     |     |     | 11.º | 78.5   | [ 8 ] |